# Katherine Obiang
 (juin 2024).
Pour les articles homonymes, voir Obiang.
Katherine Obiang est une actrice camerounaise - nigériane et présentatrice de télévision.

## Biographie
Katherine Obiang était mariée à l'animateur de Who Wants to be a Millionaire, Frank Edoho. Le duo a été marié pendant 7 ans et a eu trois enfants. Ils se sont séparés en 2011 et le mariage a pris fin en 2013.

## Carrière
Obiang est une actrice, artiste, personnalité à l'antenne et présentatrice de télévision. Elle a travaillé comme présentatrice de télévision pour la Nigerian Television Authority (NTA) sur AM Express (émission du matin) et Nigerian Info 99.3FM. Elle est apparue dans le film de 2012, Journey to Self, réalisé par Tope Oshin . Par la suite, elle est apparue dans plusieurs films et séries télévisées de Nollywood. Elle a figuré dans le film de 2017, The Women et a remporté les Best of Nollywood Awards 2017 de la meilleure actrice dans un second rôle aux côtés de Kate Henshaw et Omoni Oboli.
Elle a joué aux côtés d'autres acteurs dans des films tels que Lekki Wives, We Don't Live Here Anymore, et Journey to Self, entre autres.

## Filmographie
- Les femmes (2017)
- We Don't Live Here Anymore (2018)
- Épouses Lekki (2012)
- Voyage vers soi (2012)[6]
- Amour et guerre (2013)[6]
- L'enfer du paradis (2019)[7]

## Distinctions
Récompenses et nominations
| Année | Prix                                         | Catégorie                                                                                          |
| ----- | -------------------------------------------- | -------------------------------------------------------------------------------------------------- |
| 2013  | Prix du meilleur de Nollywood 2013           | Meilleure actrice dans un second rôle dans un film anglais                                         |
| 2014  | Prix du mérite des radiodiffuseurs nigérians | Actrice de l'année (Choix des téléspectateurs) - À la mémoire de feu l'ambassadeur Segun Olushola, |
| 2014  | Prix du mérite des radiodiffuseurs nigérians | Présentateur exceptionnel de programmes radio (midi/déjeuner de 11h00 à 16h00)                     |
| 2017  | Prix du meilleur de Nollywood 2017           | Meilleure actrice dans un second rôle (anglais) – The Women                                        |